# Коженсько
Коженсько (пол. Korzeńsko) — село в Польщі, у гміні Жміґруд Тшебницького повіту Нижньосілезького воєводства.
Населення — 916 осіб (2011).
У 1975-1998 роках село належало до Вроцлавського воєводства.

## Демографія
Демографічна структура станом на 31 березня 2011 року:
|          | Загалом | Допрацездатний вік | Працездатний вік | Постпрацездатний вік |
| -------- | ------- | ------------------ | ---------------- | -------------------- |
| Чоловіки | 464     | 106                | 319              | 39                   |
| Жінки    | 452     | 82                 | 283              | 87                   |
| Разом    | 916     | 188                | 602              | 126                  |